# Condé-sur-Suippe
Condé-sur-Suippe es una comuna francesa, situada en el departamento de Aisne, de la región de Alta Francia.

## Demografía
| 444 | 384 | 312 | 341 | 279 | 260 | 248 | 258 |
| Para los censos de 1962 a 1999 la población legal corresponde a la población sin duplicidades (Fuente: INSEE [Consultar]) |     |     |     |     |     |     |     |